# アレクサンドル・パラディン
アレクサンドル・パラディン(Aleksandr Palladin、ウクライナ語: Олександр Володимирович Палладін、1885年9月10日 - 1972年12月6日)は、ウクライナの生化学者である。Palladin Institute of Biochemistryの設立や第二次世界大戦後の時期にウクライナ国立学士院の会長を務めていたことで知られる。

## 傷害
父は、ロシアの経済学者で生化学者のウラジーミル・パラディンで、生理学者イワン・パブロフに師事した。
1908年にサンクトペテルブルク大学を卒業すると、翌年はルプレヒト・カール大学ハイデルベルクで学んだ。その後、1909年から1916年までは、サンクトペテルブルクの複数の研究所で働き、1916年にポーランド立憲王国のプワヴィからハルキウに移転してきたNovaya Aleksandria Institute of Agrarian Business and Forestry（現在のハルキウ国立農業大学）の教授となった。
1921年に赤軍がハルキウを奪還するとすぐに、Kharkiv Medical Institute（現在のハルキウ国立医科大学）の生理科学部長として迎えられた。続けた。